# Dialogant amb la vida
Dialogant amb la vida (en francès: Le lycéen) és una pel·lícula dramàtica francesa de 2022 dirigida per Christophe Honoré. La pel·lícula és protagonitzada per Paul Kircher com a Lucas, un adolescent gai que s'enfronta a la mort sobtada i inesperada del seu pare en un accident que va poder o no haver estat un suïcidi. S'ha doblat i subtitulat al català.
El repartiment de la pel·lícula també inclou Juliette Binoche com a Isabelle, la mare d'en Lucas; Vincent Lacoste com a Quentin, el seu germà gran; Adrien Casse com a Oscar, el seu xicot i el mateix Honoré com el pare, així com Xavier Giannoli, Pascal Cervo, Wilfried Capet, Jean-Philippe Salerio, Erwan Kepoa Falé, Anne Kessler i Isabelle Thevenoux en papers secundaris.

## Estrena
La pel·lícula es va estrenar en el programa Contemporary World Cinema en el Festival Internacional de Cinema de Toronto de 2022, i es va projectar en competència en la 70a edició del Festival Internacional de Cinema de Sant Sebastià.

## Premis i reconeixements
| Premi                                                            | Categoria                                                 | Destinatari  | Resultat  | Ref.  |
| ---------------------------------------------------------------- | --------------------------------------------------------- | ------------ | --------- | ----- |
| 70a edició del Festival Internacional de Cinema de Sant Sebastià | Conquilla de Plata a la millor interpretació protagonista | Paul Kircher | Guanyador | [ 7 ] |
| Premis César                                                     | César al millor actor revelació                           | Paul Kircher | Nominat   | [ 8 ] |